# Musée national suisse de l'audiovisuel
L'Audiorama ou musée national suisse de l'audiovisuel, était un musée situé dans le village vaudois de Territet en Suisse. Il est définitivement fermé depuis 2015, la plus grande partie de la collection a été reprise par le Musée national des ordinateurs et de la technique ENTER à Soleure.

## Histoire
Le musée de l'audiovisuel est géré par une fondation ayant pour but la sauvegarde d'un patrimoine national matériel et culturel dans les domaines des phonographes, de la radio et la télévision, ainsi que l'enregistreur et le studio.
Inscrit comme bien culturel suisse d'importance nationale, le musée est cependant fermé depuis 2008 lorsque la commune de Montreux cesse de verser la subvention annuelle habituelle de 60 000 francs. En 2010, les autorités communales ont demandé aux responsables de la fondation du musée de quitter le bâtiment du Grand Hôtel de Territet, propriété de Montreux et qui devait être réaffecté. Le même hiver, une inondation a endommagé partiellement les collections du musée.
En 2012, et malgré plusieurs appels publics des membres de la fondation, le musée n'a pas retrouvé de nouveaux locaux ni de financement public ou privé pour le sauver.
En 2015, le musée cesse ses activités, la plus grande partie de la collection a été reprise par le Musée national des ordinateurs et de la technique ENTER à Soleure, le reste est vendu.

## Collections
En plus de sa collection propre composée de 6 500 objets, l'Audiorama gérait plusieurs collections en plus de la sienne, à savoir celle de la fondation SUISA, la collection privée Kudelski, la collection privée Sonosax et diverses collections privées.
Le musée prosait également plusieurs et animations diverses tout au long de l'année, dont une exposition intitulée « Le Tout Premier » qui présente l'histoire de l'audiovisuel partant du phonographe et de la TSF pour se terminer aux dernières innovations technologiques.